# Brendon Davids
Pour les articles homonymes, voir Davids.
Brendon Davids, né le 4 février 1993 à Pietermaritzburg, est un coureur cycliste sud-africain.

## Biographie
D'abord spécialiste du VTT, il décide de se consacrer au cyclisme sur route à partir de 2017.

## Palmarès sur route

### Par années
- 2016
  - 94.7 Challenge
- 2017
  - 6e étape du Mpumalanga Tour
  - 1re étape du Tour de Bonne-Espérance
  - Knysna Tour
  - Jock Race :
    - Classement général
    - 2e et 3e étapes

  - Rand Water Race for Victor
  - Battle Recharge :
    - Classement général
    - 3e étape

  - Jelajah Malaysia : 
    - Classement général
    - 3e étape

  - 2e du Mpumalanga Tour
- 2019
  - 2e étape de la PRUride PH
  - 2e de la PRUride PH
  - 2e du Tour du Gippsland
- 2025
  - SA Kick It :
    - Classement général
    - 3e étape

  - 3e de la Grafton to Inverell Classic

### Classements mondiaux
| Année                                 | 2017  | 2018  | 2019  |
| ------------------------------------- | ----- | ----- | ----- |
| Classement mondial                    | 1065e | 1041e | 1340e |
| UCI Asia Tour                         | 171e  | 142e  |       |
| UCI Africa Tour                       | 208e  | nc    | 72e   |
|                                       |       |       |       |
| Légende : nc = non classéSource : UCI |       |       |       |

## Palmarès en VTT

### Championnats d'Afrique
- 2011
  -  Champion d'Afrique de cross-country juniors
- 2013
  -  Champion d'Afrique de cross-country espoirs
- 2014
  -  Médaillé d'argent du cross-country espoirs

### Championnats nationaux
- 2014
  - 2e du championnat d'Afrique du Sud de cross-country espoirs